# Kraftwerk Arrúbal
Das Kraftwerk Arrúbal (spanisch Central térmica de Arrúbal) ist ein Gas-und-Dampf-Kombikraftwerk in der Gemeinde Arrúbal, Provinz La Rioja, Spanien. Die installierte Leistung des Kraftwerks beträgt 800 MW. Es ist im Besitz von ContourGlobal und wird auch von ContourGlobal betrieben. Das Kraftwerk ging im September 2005 in Betrieb.

## Kraftwerksblöcke
Das Kraftwerk besteht aus zwei Blöcken, die 2005 in Betrieb gingen. Die folgende Tabelle gibt einen Überblick:
| Block | Max. Leistung (MW) | Betriebsbeginn | Turbine | Generator | Dampfkessel |
| ----- | ------------------ | -------------- | ------- | --------- | ----------- |
| 1     | 400                | 2005           | Siemens | Siemens   | Nooter      |
| 2     | 400                | 2005           | Siemens | Siemens   | Nooter      |

Der Bau des Kraftwerkes wurde von Siemens durchgeführt und im September 2005 abgeschlossen. Das Projekt besteht aus 2 Gas- und Dampfturbinen, 2 Kesseln, 2 Kaminen, Nebengebäuden, 1 Kühlturm mit 16 Ventilatoren, einer Wasseraufbereitungsanlage und einer Demineralisierungsanlage. Die Baukosten betrugen rund 360 Millionen Euro.
Die Jahreserzeugung lag 2006 bei 4,651 Mrd. kWh.